# Marco Swibenko
Marco Swibenko (* 2. Juni 1971 in Bad Saarow) ist ein ehemaliger deutscher Eishockeyspieler.
Marco Swibenko begann 1977 mit dem Eishockey beim SC Dynamo Berlin, dem Vorläufer des EHC Eisbären Berlin. Er durchlief seine sportliche Entwicklung zunächst im DDR-Leistungssportsystem, mit Talentförderung und Aufnahme in eine Sportschule / KJS (Kinder- und Jugendsportschule) in Berlin. 1990 erhielt er seinen ersten Vertrag bei der Profimannschaft des EHC Eisbären Berlin und beendete seine Karriere 1998 nach Gastspielen in den USA, Großbritannien und Frankreich verletzungsbedingt beim damaligen 2. Bundesliga-Team Adendorfer EC. Marco Swibenko betreute als Trainer die Junioren und Herren des Adendorfer EC und als Co-Trainer die U-15 Landesauswahl von Niedersachsen.
1991 wurde Swibenko deutscher Juniorenmeister mit den Junioren des EHC Eisbären Berlin. Er absolvierte 189 DEL-Spiele und 46 Zweitligaspiele. 
In der Saison 2007 / 2008 trainierte Marco Swibenko die Salt City Boars Lüneburg (Inline-Skaterhockey 1. Liga Nord), die er zum Wiederaufstieg in die 1. Bundesliga für die Saison 2009 führte.